# كايو بونفيم
كايو أوليفيرا دي سينا بونفيم (من مواليد 19 مارس 1991) لاعب سباق مشي برازيلي في المسافات الطويلة، حصل على الميدالية البرونزية في بطولة العالم عام 2017 و عام 2023. حصل على الميدالية الفضية في دورة الألعاب الأولمبية الصيفية 2024، وهي الأول في تاريخ البرازيل، وأصبح كايو أول رياضي في تاريخ البلاد يصعد منصة التتويج للمرة الأولى في مسيرته الرياضية في مشاركته الرابعة فقط. سبق لها المشاركة في ثلاث دورات أولمبية سايقة في الألعاب الأولمبية الصيفية 2012 في لندن، والألعاب الأولمبية الصيفية 2016 في ريو دي جانيرو، البرازيل، عندما كان قريباً من منصة التتويج حيث وصل إلى المركز الرابع في السباق، وفي دورة الألعاب الأولمبية الصيفية 2021 في طوكيو، اليابان.
والدته هي أيضًا لاعبة سباق مشي البرازيلية الدولية جيانيتي بونفيم. كان كايو أحد أبطال حفل الدورة التاسعة عشرة للجائزة الأولمبية البرازيلية، التي تعتبر بمثابة حفل أوسكار الرياضة البرازيلية، التي أقيمت في سيداد داس آرتيس، في ريو دي جانيرو ضمن حملة ترويجية قامت بها اللجنة الأولمبية البرازيلية، حصل لاعب المشي الحائز على الميدالية البرونزية في سباق 20 كم في بطولة العالم في لندن، على جائزة ألعاب القوى المتميزة لعام 2017 من الرياضي السابق فابيانو بيسانها. كما حصل على جائزة "رياضي الجماهير" التي تم تحديدها عن طريق التصويت الشعبي عبر وسائل التواصل الاجتماعي الخاصة باللجنة الأولمبية البرازيلية.

## روابط خارجية
- نبذة عن كايو بونفيم  على موقع الاتحاد الدولي لألعاب القوى
- كايو بونفيم في موقع أوليمبيديا
- كايو بونفيم في اللجنة الأولمبية الدولية